# 文化放送 (韓国)
株式会社文化放送（ムナほうそう）（英: Munhwa Broadcasting Corporation）（朝: 주식회사 문화방송、ムナバンソン）（朝鮮漢字：文化放送）は、大韓民国の全国を放送エリアとするテレビ・ラジオ兼営放送局である。
略称は「MBC」だが、日本においては、東京都港区にあるラジオ局の文化放送と区別するために「韓国文化放送」と呼ばれたり、鹿児島県鹿児島市にあるラテ兼営局の南日本放送の略称MBCと区別するために「韓国MBC」と呼ばれたりしている。
キャッチコピーは「좋은친구MBC（いい友達MBC）」。

## 概説
MBCは、1961年12月2日に開局した韓国の地上波放送局で1969年にテレビ放送事業に参入し、現在は17の地域系列局からなる全国ネットワークを構築している。公益財団である放送文化振興会を筆頭株主とし、経営は広告収入に依存している株式会社形態の公営放送である（放送文化振興会70%、正修奨学会30%）。
地上波テレビチャンネル1つ、ラジオチャンネル3つ、ケーブルチャンネル5つ、衛星チャンネル５つ、DMB(Digital Multimedia Broadcasting、デジタルマルチメディア放送)チャンネル4つを運営している。
地上波テレビ（呼出符号（コールサイン）：HLKV-DTV、1969年8月8日アナログ開局）、AMラジオ（呼出符号：HLKV、900kHz、1961年12月2日開局）、FMラジオ（呼出符号：HLKV-FM、91.9MHz、1971年9月19日開局、通称:音楽FM、愛称:MBC FM4U）の各放送を有しており、混信対策や音質向上のため、AMラジオと同一内容の放送をFM波でも送信している（サイマル放送、HLKV-SFM、95.9MHz、1987年12月15日開局、通称:標準FM）。
また、CATV・デジタル衛星放送（Skylife、스카이라이프）向けチャンネルとして、MBCドラマ（엠비씨 드라마）、MBCスポーツ＋（엠비씨 스포츠＋、旧MBC ESPN）、MBC Every1（엠비씨 에브리원）、 MBCミュージック（엠비씨 뮤직）、MBCクィーン（엠비씨 퀸）の各チャンネルを有する。
本社はソウル特別市麻浦区デジタルメディアシティー(DMC)に位置しており、京畿道一山ドリームセンター、楊州スタジオ、龍仁ドラミア(オープンセット)など、韓国最大規模の放送制作設備を揃えている。
プロ野球チーム「MBC青龍（MBC청룡, ドラゴンズ）」（現：LGツインズ(LG트윈스)）を1982年から1989年まで保有していた。

### 日本の放送局との交流
日本との関係ではフジテレビ、エフエム福岡と提携し、MBC本社にフジテレビソウル支局、東京都港区台場のフジテレビ本社にMBC東京支局がある。また、テレビ朝日も報道番組で、2005年夏ごろからJTBCと提携するまでの間、MBCのニュース映像を使用していた。また系列局の全州文化放送が共通の英語略称を使用する南日本放送（鹿児島県、JNN・TBS系）と提携するなど、多数の系列局が日本の地方テレビ局との関係を持っている。なお、TVQ九州放送（福岡県、TXN・テレビ東京系）が放送した日本最初の韓国ドラマ（『パイロット』(1993)・『華麗なる休暇』(1996)・『嫉妬』(1992)の3本、すべてMBC月火ドラマ）はこの局が制作したものである。
名称が類似する文化放送（東京都）との交流もあり、2002年、日韓ワールドカップを記念して、両局のラジオで同時生放送が行われ、吉田照美と小俣雅子の声が韓国のラジオから聞こえたこともある。
近年はMBCが制作した番組のフォーマットを日本のテレビ局や動画配信サービスに販売するケースも増えており、2021年にABEMAにて配信された『私たち結婚しました』やAmazon Prime Videoにて配信された『ザ・マスクド・シンガー』などは本放送局にて放送された番組を元に企画・制作されている。

## 会社概要
主な会社情報は別掲。
- 事業拠点：
  - 上岩新社屋:ソウル特別市麻浦区城岩路267
  - MBCドリームセンター（一山制作センター）：京畿道高陽市一山東区白馬路195（獐項洞869） 
    - 旧放送センター(本社)：ソウル特別市永登浦区汝矣ナル路96（汝矣島洞31）
    - 旧経営センター：ソウル特別市永登浦区国際金融路52（汝矣島洞34-1）
上岩社屋に集約移転。現在は、再開発によりマンション、オフィスの住商複合施設「BRIGHTEN Yeouido」。
    - 楊州文化村（楊州スタジオ）→大長今テーマパーク：京畿道楊州市満松路394-104（満松洞30）
老朽化のため2011年いっぱいで閉鎖。その後ドリームセンターに機能集約。
- 社是：自由 責任 品格 団合 (자유, 적임, 품위, 단합)
- 海外支社・支局：ワシントン、ニューヨーク、パリ、東京、北京
- 海外提携放送局：フジテレビ、FM福岡（以上日本）、広電総局（中国）、メディアコープTV（シンガポール）、ABC（オーストラリア）、フランス・テレビジョン、ZDF（ドイツ）、ARD（ドイツ）、ハンガリー・テレビ (Magyar Televízió) 、IRIB（イラン）、テレビグローボ（ブラジル）
- 関連会社：MBC米州法人、MBC C&I、MBCプラスメディア、MBC PlayBe、㈱iMBC、MBC アート、MBCアカデミー、MBC ナヌム、MBC 京仁

## 歴史

### ラジオ時代(1961 - 1968)
1961年12月2日に初のラジオ放送の電波(呼出符号HLKV、周波数900kHz、出力10kW)を発射し、韓国の首都ソウルでは初の民間商業放送としてスタートした。1963年4月12日、政府から全国の主要都市(大邱、光州、大田、全州)にローカル局の設置許可を取得し、先行して韓国初の民放ラジオ局を開局した釜山とソウルをはじめとする、6大都市を結びつなげるネットワークを構築した。

### 白黒テレビ時代(1969 - 1979)
1969年8月8日、初のテレビ放送を開始(呼出符号HLAC-TV、出力2kW)し、1970年10月5日にメインニュースである「MBCニュースデスク」をスタートした。68年から69年の間に7の民間放送局(蔚山、晋州、江陵、春川、木浦、済州、馬山)と提携関係を結び、計13の直轄局・加盟局を通して全国テレビ放送を実施した。1974年には京郷新聞を買収・合併し、FMラジオを開局した。

### カラーテレビ時代(1980 - 1990)
1980年5月の言論統廃合によって株式の7割を韓国放送公社が取得し、民間放送から公営放送になった。同年12月、初のカラー放送を開始した。 1981年には言論基本法に基づき、京郷新聞と分離された。 1982年に汝矣島社屋へ移転し、同年プロ野球団である「MBC青龍」を創団した。1986年のソウルアジア競技大会と1988年のソウルオリンピック中継放送をきっかけに規模と技術の面で大きく成長した。

### マルチメディア時代(1991 - 2000)
国際イベントを経験し、巨大組織としてスピーディーな成長を成し遂げたMBCは、マルチメディア・マルチチャンネルの熾烈な競争環境の下で効率のよい組織を目指し、バリューチェーン(value chain)に特化した企業を設立し、子会社として分社した。(MBCプロダクション、MBCメディアテク、MBC放送文化院、MBC芸術団、MBC美術センター)
※MBCプロダクションとMBCメディアテクは2011年8月にMBC C＆Iとして合併された。

### デジタル時代(2001 - 現在)
通信と放送の融合によるデジタル時代が本格化し、MBCはインターネットMBC(iMBC)を別の法人として発足させ、多様なインターネットビジネスを展開した。また、ケーブルテレビ(MBCプラスメディア)と衛星放送、新しい概念のDMB(Digital Multimedia Broadcasting)放送を実施する一方、2007年には最先端の放送制作施設を揃えた「一山ドリームセンター」社屋を京畿道一山に建設した。2014年9月には汝矣島社屋時代が幕を閉じ、ソウル市麻浦区上岩洞の新社屋に竣工移転した。

## 沿革
- 1961年2月21日 - ソウル民間放送(株) 設立登記
- 1961年10月2日 - 社名変更、韓国文化放送(株)
- 1962年12月2日 - MBCラジオ開局(HLKV900kHz、10kW)
- 1963年11月26日 - 国会議員選挙開票実況の単独中継
- 1965年1月23日 - MBCネットワーク形成 - ソウル、釜山、大邱、大田、光州、全州
- 1966年6月22日 - テレビ開局許可を取得
- 1967年5月3日 - 第6代大統領選挙開票実況の単独徹夜放送
- 1968年4月 ~ 9月 - 地域ネットワークの拡大(蔚山、晋州、江陵、春川、済州）
- 1969年8月2日 - 貞洞新社屋竣工(貞洞時代の幕開け)
- 1969年8月8日 - テレビ放送開始
- 1970年10月5日 - 「MBCニュースデスク」初放送
- 1971年10月1日 - 加盟局体制への変更による商号統一(○○文化放送)
- 1972年4月15日 - テレビ呼出符号変更(HLAC→HLKV TV)
- 1974年11月1日 - 京郷新聞の吸収合併、(株)文化放送・京郷新聞として発足
- 1975年9月8日 - 文化体育館開館
- 1977年9月3日 - 第１回「MBC大学歌謡祭」開催
- 1978年4月7日 - テレビニュース専用スタジオ「ニュースセンター」竣工
- 1979年7月28日 - 第１回「MBC川辺歌謡祭」開催
- 1980年12月22日 - カラーテレビ放送開始
- 1981年1月1日 - カラーテレビ放送の全国同時開始
- 1982年3月17日 - 汝矣島スタジオ竣工
- 1984年12月21日 - テレビ音声多重放送開始
- 1985年9月19日 - ＦＭ全国同時放送開始
- 1985年11月18日 - 韓国テレビ中継車第1号の制作完了および初披露
- 1986年4月19日 - 貞洞の放送施設を汝矣島に統合して送出開始
- 1986年9月1日 - 鬱陵島にテレビ無人中継所開設
- 1987年12月15日 - MBC標準FM放送開局
- 1988年9月17日 - ソウルオリンピックの中継放送実施(685時間)
- 1988年12月31日 - 放送文化振興会設立
- 1990年7月2日 - MBC放送綱領宣言
- 1990年10月15日 - ID song「会えば良き友、MBC文化放送」放送開始
- 1991年1月10日 - MBCプロダクション、MBCメディアテク設立
- 1991年6月1日 - MBC放送文化院設立
- 1991年7月1日 - アメリカ支社の設立および業務開始
- 1992年7月1日 - MBC美術センター設立
- 1993年9月6日 - テレビオンブスマン制度の導入
- 1993年10月1日 - MBC視聴者相談室運営開始
- 1993年12月2日 - 韓国放送史上初、ソ連の宇宙ステーションミールとの中継放送に成功
- 1995年1月1日 - ABU正会員社となる
- 1995年4月1日 - 音楽FM終夜放送開始
- 1995年10月7日 - 公式ホームページ運営開始
- 1996年1月19日 - 全国テレビデジタル回線網運用開始
- 1996年8月1日 - テレビ音声多重の全国拡大
- 1996年12月2日 - テレビ主調整室におけるデジタル自動化システム稼働
- 1997年4月30日 - インターネットVODサービス開始
- 1998年5月14日 - 技術研究所を国家公認研究所として登録
- 1999年10月6日 - 地上デジタル実験放送開始
- 2000年1月14日 - MBC標準FM全国ネットワーク完成
- 2000年9月4日 - ラジオペーパーレスシステム本格稼動
- 2000年9月10日 - 「MBCニュース」米州地域におけるリアルタイム衛星放送
- 2001年5月24日 - 放送完全自動化システム「NEONS」と「DIVA」開発デモ会
- 2001年7月26日 - ラジオデジタル放送運用システム「MIROS」開発成功
- 2001年8月25日 - MBC-FM愛称公募当選作「FM4U」公式使用
- 2002年1月2日 - 視聴者主権委員会発足
- 2003年2月26日 - MBCクムナムサッカー財団設立
- 2004年10月 - デジタルアーカイブシステム(DAMS)構築　(2004.10〜2005.12)
- 2004年12月 - コンテンツ輸出1,500万ドル達成
- 2004年12月30日 - 情報通信部から地上波DMB実験局周波数を取得
- 2005年12月1日 - DMB放送開局：myMBC
- 2006年3月6日 - ネット上のラジオ「mini MBC」オープン
- 2006年6月8日 - DTVデータ本放送開始
- 2007年1月12日 - ローカル放送連合チャンネル「MBC NET」開局
- 2007年11月30日 - MBC一山ドリームセンター竣工
- 2008年8月1日 - MBCアメリカ、デジタル地上波「MBCD」放送開始
- 2008年11月17日 - IPTV向けリアルタイムコンテンツ配信
- 2009年4月9日 - ラジオ移動スタジオ「アラジン」導入
- 2009年12月1日 - DMB２.０本放送開始
- 2010年1月28日 - 報道局HDニュースNPS(Network production system)稼動開始
- 2011年5月3日 - 「MBCナヌム(分かち合い)」設立
- 2011年5月9日 - 世界公共放送番組会議(INPUT)開催
- 2011年8月16日 - MBC C＆I発足　(MBCプロダクションとMBCメディアテクの統合法人)
- 2011年9月1日 - 「MBC慶南」発足　(晋州、昌原MBC合併)
- 2011年10月1日 - コンテンツ配信サービス「pooq」開始
- 2012年11月5日 - 平日「MBCニュースデスク」の放送時間を21時から20時へ移動
- 2012年12月31日 - 地上波アナログ放送終了
- 2013年1月1日 - テレビ終夜放送開始
- 2014年8月4日 - ニュース番組、上岩新社屋からの初送出
- 2014年9月1日 - 上岩時代開幕を宣言　(上岩新社屋へ移転)
- 2015年1月1日 - 「MBC江原嶺東」発足　(江陵、三陟MBC合併)
- 2016年10月1日 - 「MBC忠北」発足　(清州、忠州MBC合併)
- 2016年12月19日 - FM4U送信所をNソウルタワーから冠岳山へ移転
- 2018年6月2日 - 『MBCムーブメント』を韓国の地上波放送局としては初めての共通デザインとして導入
- 2022年11月8日 - ソウル本局のAMラジオ放送を休止[6]

### 社屋

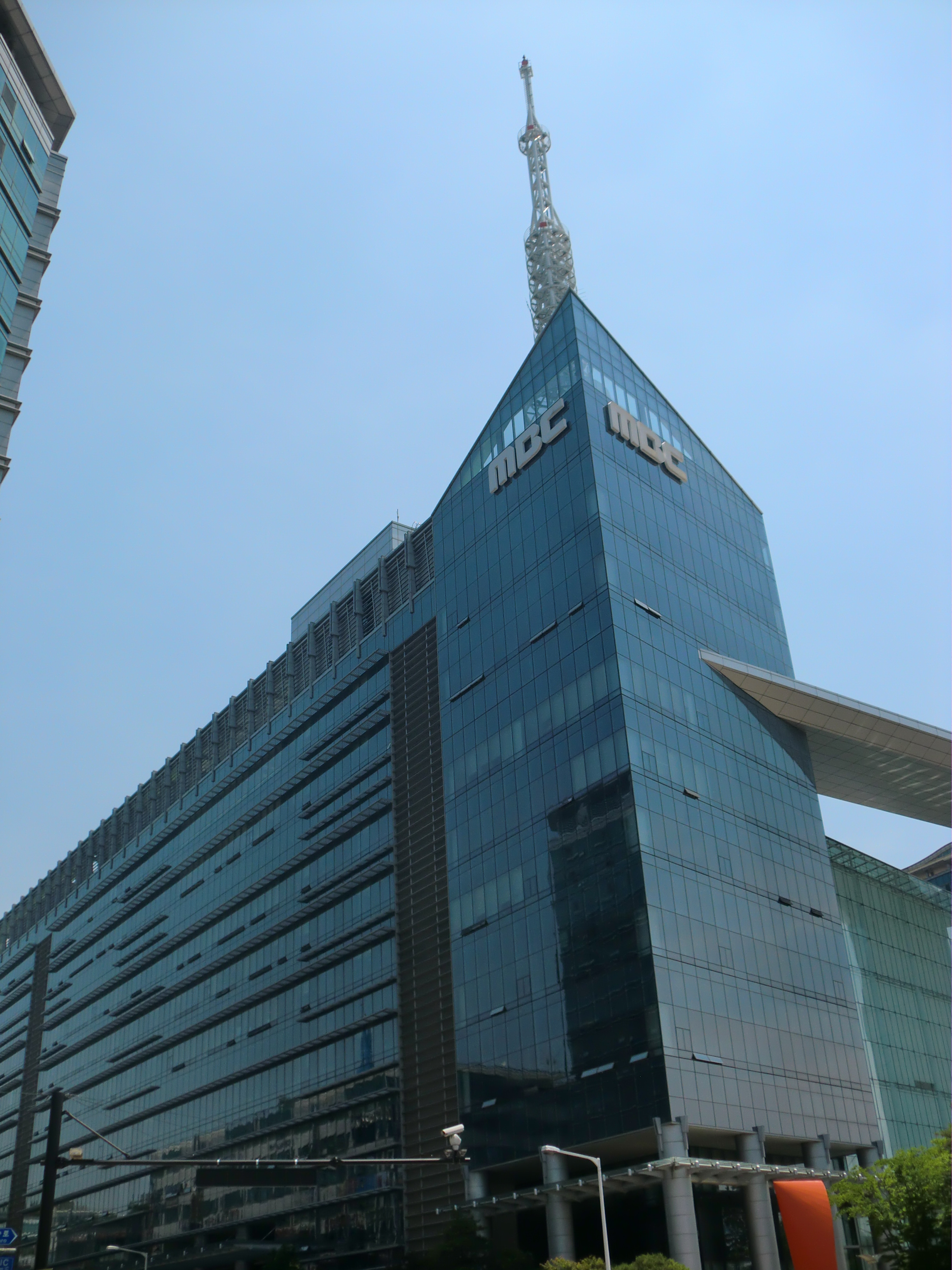
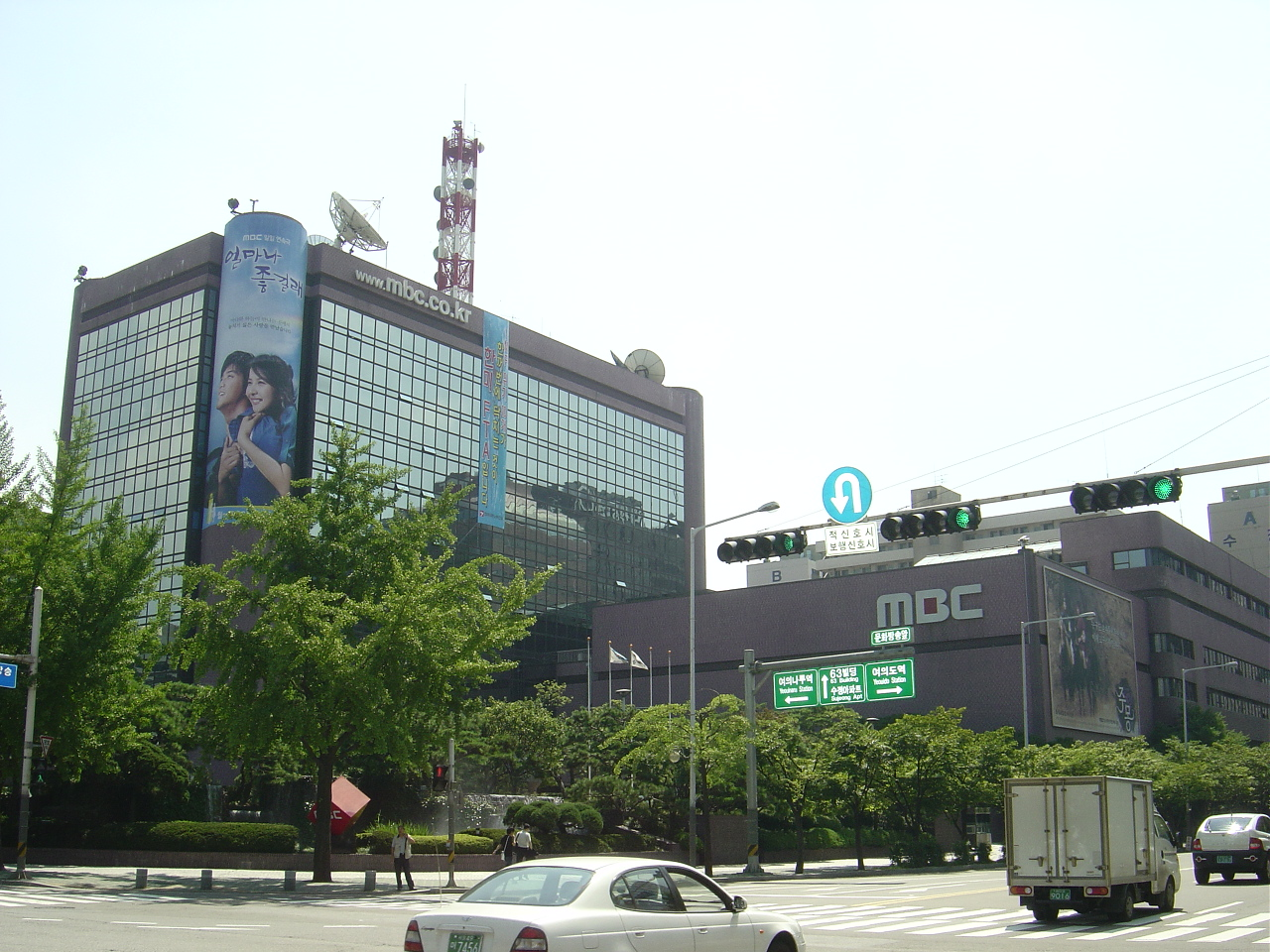
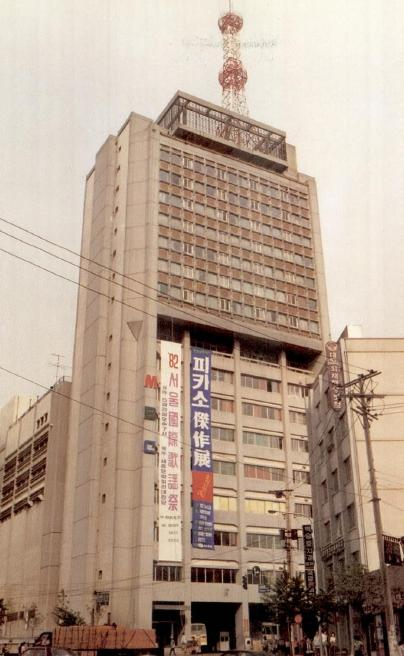

## 国際賞受賞歴
2013～2014年までMBCの番組が受賞した代表的な国際賞は以下の通り。
▲ 2014
- In Memory of Hannah, the Miracle [New York TV Festival] Gold World Medal / Human Concerns
- Where Are We Going, Dad?!(日晩 - パパ、どこ行くの？) [WorldFest-Houston International Film] Platinum Award / TV Entertainment
- In Memory of Hannah, the Miracle [WorldFest-Houston International Film] Gold Award / TV Special-Documentary
- Crow’s-eye View [WorldFest-Houston International Film] Silver Award / TV Special-Dramatic
- A 100-Year Legacy [WorldFest-Houston International Film] Bronze Medal / TV Series-Dramatic
- Key Money and Renting, and the People In-between [International Public Television Screening Conference] Selected for Screening
- Where Are We Going, Dad?!(日晩 - パパ、どこ行くの？) [International Public Television Screening Conference] Selected for Screening

▲ 2013
- Hello?! Orchestra [International Emmy Awards] Emmy Award / Arts Programming
- Tears of the Antarctic [New York TV Festival] Bronze Medal / Nature & Wildlife
- Tears of the Antarctic [WorldFest-Houston International Film Festival] Special Jury Award / Documentary
- Moon Embracing The Sun [WorldFest-Houston International Film Festival] Special Jury Award / TV Series-Dramatic
- I Am a Singer 2 [WorldFest-Houston International Film Festival] Platinum Award / TV Entertainment
- Heartstrings [WorldFest-Houston International Film Festival] Platinum Award / TV Special-Dramatic
- Tears of the Antarctic [Japan Wildlife Film Festival] Asia and Oceania Environmental
- Where Are We Going, Dad? [ABU (Asia-Pacific Broadcasting Union) Prizes] ABU Prize / TV Entertainment
- Golden Time [ABU (Asia-Pacific Broadcasting Union) Prizes] ABU Prize / TV-Drama
- My Family [ABU (Asia-Pacific Broadcasting Union) Prizes] Highly Commended / Radio Documentary
- Pengi and Sommi(Tears in the Antarctic Film) [Baikal International Festival of Popular-Science and Documentary Films] Special Award, Best Camera Award, People’s Choice Award
- Heartstrings [Asian TV Awards] Winner / Best Single Drama or Telemovie
- Hannah, the Miracle [Asian TV Awards] Highly Commended / Best Documentary Program

## 送信所・中継局一覧

### デジタルテレビ
- リモコンキーID：11-1
- 呼出符号（コールサイン）：HLKV-DTV

| 送信所 | 物理チャンネル | 空中線電力 |
| ------ | -------------- | ---------- |
| 冠岳山 | K-14ch         | 2.5kW      |
| 南山   | K-50ch         | 5kW        |
| 坡州   | K-27ch         | 90W        |
| 東豆川 | K-50ch         | 20W        |
| 抱川   | K-44ch         | 20W        |
| 龍門山 | K-27ch         | 1kW        |
| 河岾   | K-32ch         | 20W        |
| 桂楊山 | K-??ch         | 100W       |
| 仁川   | K-??ch         | 90W        |
| 仏光   | K-27ch         | 90W        |
| 鷹岩   | K-21ch         | 90W        |
| 城北   | K-21ch         | 50W        |
| 長位   | K-43ch         | 90W        |
| 光明   | K-41ch         | 20W        |
| 光教山 | K-41ch         | 200W       |
| 城南   | K-27ch         | 20W        |

### アナログテレビ
- 2012年12月31日4時で完全停波
- 呼出符号：HLKV-TV

| 送信所 | チャンネル | 空中線電力 |
| ------ | ---------- | ---------- |
| 南山   | K-11ch     | 50kW       |
| 冠岳山 | K-41ch     | 10kW       |
| 坡州   | K-56ch     | 500W       |
| 東豆川 | K-44ch     | 100W       |
| 広岩   | K-36ch     | 10W        |
| 抱川   | K-23ch     | 100W       |
| 龍門山 | K-38ch     | 10kW       |
| 河岾   | K-51ch     | 50W        |
| 仁川   | K-51ch     | 500W       |
| 仏光   | K-47ch     | 500W       |
| 鷹岩   | K-29ch     | 500W       |
| 城北   | K-55ch     | 100W       |
| 長位   | K-30ch     | 500W       |
| 杏堂   | K-47ch     | 10W        |
| 始興   | K-52ch     | 10W        |
| 光明   | K-54ch     | 10W        |
| 城南   | K-52ch     | 100W       |
| 雲中   | K-30ch     | 10W        |

### ラジオ
MBCラジオ（標準FM）
| 送信所 | 周波数     | 空中線電力 | 呼出符号 |
| ------ | ---------- | ---------- | -------- |
| 冠岳山 | FM 95.9MHz | 10kW       | HLKV-SFM |

MBC FM4U
| 送信所 | 周波数     | 空中線電力 | 呼出符号 |
| ------ | ---------- | ---------- | -------- |
| 冠岳山 | FM 91.9MHz | 10kW       | HLKV-FM  |

### 地上波DMB
MBC DMB
- 呼出符号：HLKV-TDMB

| 送信所 | 物理チャンネル（周波数） | 空中線電力 |
| ------ | ------------------------ | ---------- |
| 冠岳山 | K-12Ach (205.280MHz)     | 2kW        |
| 南山   | K-12Ach (205.280MHz)     | 2kW        |
| 坡平   | K-12Ach (205.280MHz)     | 20W        |
| 抱川   | K-12Ach (205.280MHz)     | 20W        |
| 龍門山 | K-12Ach (205.280MHz)     | 1kW        |
| 河岾   | K-12Ach (205.280MHz)     | 100W       |
| 桂陽山 | K-12Ach (205.280MHz)     | 1kW        |
| 満月   | K-12Ach (205.280MHz)     | 90W        |
| 仏光   | K-12Ach (205.280MHz)     | 90W        |
| 安山   | K-12Ach (205.280MHz)     | 20W        |
| 光敎山 | K-12Ach (205.280MHz)     | 1kW        |
| 雲中   | K-12Ach (205.280MHz)     | 20W        |
| 広州   | K-12Ach (205.280MHz)     | 20W        |
| 龍仁   | K-12Ach (205.280MHz)     | 90W        |
| 二東   | K-12Ach (205.280MHz)     | 90W        |
| 安城   | K-12Ach (205.280MHz)     | 90W        |

## ケーブルテレビ・衛星系列局
いずれも文化放送の子会社であるMBCプラスメディアが運営している。
- MBC Every1（2007年10月15日開局、総合エンタメ専門）
- MBC SPORTS+（2001年4月2日開局、スポーツ専門）
- MBC Dramanet（1995年9月1日開局、ドラマ・バラエティ専門）
- MBC M（2020年2月18日開局、音楽専門）
- MBC ON（2019年2月18日開局、過去に文化放送で放送された番組が中心）

## 主なテレビ番組
地方系列局によって、番組差し替えの場合あり。
一部終了した番組、時間が変更されている番組がある。

### ドラマ
- 捜査班長（朝鮮語版）（수사반장,1971年-1989年）
- 田園日記（朝鮮語版）(전원일기, 1980年-2002年)
- 第3共和国(제3공화국,1993年)
- 第4共和国(제4공화국,1995年-1996年)
- クッキ ～菊熙～(국희,1999年)
- ホジュン ～宮廷医官への道～(허준, 1999年-2000年)
- イヴのすべて(이브의 모든것, 2000年)
- ホテリアー(호텔리어, 2001年)
- フレンズ(프렌즈, 2002年, 子会社MBCプロダクションとTBSテレビ(TBS)の共同制作)
- チェオクの剣(다모(茶母), 2003年)
- 宮廷女官チャングムの誓い(대장금(大長今), 2003年-2004年)
- 屋根部屋のネコ(옥탑방 고양이, 2003年)
- 雪だるま(눈사람, 2003年)
- 1%の奇跡(1%의 어떤것, 2003年)
- 近所の女(앞집여자, 2003年)
- 威風堂々な彼女(위풍당당 그녀, 2003年)
- 漢江ブルース(한강수타령, 2004年-2005年)
- 皇太子の初恋(황태자의 첫사랑, 2004年)
- 12月の熱帯夜(12월의 열대야, 2004年)
- 火の鳥 (テレビドラマ)(불새, 2004年)
- あんぱん (2004年のテレビドラマ)(단팥빵, 2004年)
- 結婚したい女(결혼하고 싶은 여자, 2004年)
- お似合いの夫婦(천생연분, 2003年)
- 愛をするよ(사랑을 할꺼야, 2004年)
- 愛してるって言って(사랑한다 말해줘, 2004年)
- アイルランド (テレビドラマ)(아일랜드, 2004年)
- GOOD GUYS(좋은사람, 2003年)
- 英雄時代(영웅시대, 2004年-2005年)
- 悲しき恋歌(슬픈연가, 2005年)
- 第5共和国(제5공화국, 2005年)
- 私の名前はキム・サムスン(내 이름은 김삼순, 2005年)
- 新入社員(신입사원(SUPER ROOKIE), 2005年)
- 花盛りの仙女(왕꽃선녀님(王花善女さま), 2004年-2005年)
- ときめく胸(떨리는 가슴, 2005年)
- 愛の賛歌(사랑찬가, 2005年)
- ワンダフルライフ (テレビドラマ)(원더풀 라이프, 2005年)
- かんばれ! クムスン!(굳세어라 금순아, 2005年)
- 別れの公式(이별을 대처하는 우리의 자세(離別に対処する私たちの姿勢), 2005年)
- 転生―NEXT(환생 NEXT, 2005年)
- 辛旽(신돈, 2005年-2006年)
- 秘密男女(비밀남녀, 2005年)
- 弁護士たち(변호사들, 2005年)
- 秋の夕立(가을소나기(秋のソナギ), 2005年)
- 素足の靑春(맨발의 청춘, 2005年)
- 結婚しましよう(결혼합시다, 2005年-2006年)
- アンニョン、フランチェスカ(안녕 프란체스카, 2004年)
- SWEET SPY(달콤한 스파이, 2005年-2006年)
- 前性時代(전성시대, 2005年-2006年, 原作:相沢友子のテレビドラマ "恋ノチカラ")
- 朝鮮科学捜査班(조선과학수사대, 2005年-2006年)
- 宮 -Love in Palace-(궁, 2006年)
- ファンタスティック・カップル (환상의 커플, 2006年)
- キツネちゃん、何しているの? (여우야 뭐하니, 2006年)
- どれだけ好きなの (얼마나 좋길래, 2006年)
- 朱蒙 -チュモン- Prince of the Legend(주몽, 2006年-2007年)
- いるときに尽くして (있을때 잘해, 2006年-2007年)
- 思いっきりハイキック! (거침없이 하이킥, 2006年-2007年)
- 悪い女、善い女 (나쁜여자 착한여자, 2007年)
- メリー&テグ恋のから騒ぎ (메리대구 공방전, 2007年)
- コーヒープリンス1号店(크피프린스 1호점, 2007年)
- 太王四神記（태왕사신기, 2007年-）
- イ・サン（이산, 2007年-2008年）
- スポットライト（스포트라이트, 2008年-）
- エデンの東(에덴의 동쪽,2008年)
- 白い巨塔 2007年, 原作：山崎豊子
- トンイ (동이,2010年)
- 奇皇后 〜ふたつの愛 涙の誓い〜 (기황후,2013年)

### ニュース
2012年11月1日から報道局が無期限ストライキに入っていたが、ストライキは終了し、ストライキ前に放送されていた番組のほとんどをリニューアルした。
- MBCニュースデスク (MBC 뉴스데스크)

月曜〜木曜19:40〜21:00、金曜19:40〜20:40、土曜19:55〜20:35、日曜19:55〜20:30。ローカル枠は原則平日20:20頃～、土曜20:15頃〜、日曜20:10頃〜。 「KBSニュース9 (KBS 뉴스 9)」、「SBS8ニュース (SBS 8 뉴스)」、と並ぶ韓国を代表するニュース番組。
- MBCニューストゥデイ (MBC 뉴스투데이)

平日6:00〜7:50、土曜7:00～7:20。ローカル枠は平日7:20頃～。
平日6:00〜6:15に標準FM放送でも同時放送。
- 930MBCニュース (930 MBC 뉴스)

平日9:30～9:45。大田、光州、木浦、麗水、原州、済州以外でローカルニュースを編成。以降の編成によっては放送時間を延長する場合有。祝日は放送休止。
- 12MBCニュース (12 MBC 뉴스)

平日12:00～12:25。祝日は10分間に縮小。
- MBC2時のニュース外伝 (MBC 2시뉴스외전)

平日13:50～15:55。祝日は放送休止。
- 5MBCニュースと経済 (MBC 5시 뉴스와 경제)

平日16:55～17:10。忠北、大田、麗水、安東、済州以外でローカルニュースを編成。祝日は放送休止。
- MBCニュース (MBC 뉴스)

土曜12:10～12:20。日曜7:00～7:10、11:55〜12:05。

### 情報番組
- 生放送 きょうの朝(생방송 오늘아침) (月-木8:30～)
- 私を助ける１校時(나를 살리는 1교시) (金8:30~)
- 生放送 きょうのN(생방송 오늘N) (平日18:05~)
- PD手帳(PD수첩) (火曜21:00～) 日曜の「時事マガジン2580(시사매거진 2580)」や、「探査企画 ストレイト(탐사기획 스트레이트)」とともに代表的な調査報道番組。黄禹錫ソウル大教授グループのES細胞論文に対する疑問を最初に提起した番組としても有名。ES細胞報道の余波で放送休止に追い込まれていたが2006年1月3日に放送再開
- MBC100分討論 (MBC 100분 토론)(火曜23:30～) 文字通り毎週1時間40分にわたり、一つのテーマに絞った討論が行われる。
- TVの中のTV(TV속의 TV) (土曜12:10～)
- 時事マガジン2580(시사매거진 2580) (日曜23:10～) (2017年8月13日まで放送して、現在は放送中止中。(ポータルサイトには放送中に表示される。)現在、'探査企画 ストレート(탐사기획 스트레이트)'が日曜20:30〜放送されている。)
- 実話探査隊（실화탐사대）（木曜21:00〜。再放送は金曜17:10〜）一部地域の系列局では地域の番組に差し替え。
- MBCスペシャル(MBC스페셜)) (月曜23:10～)現在は他の調査報道番組やドキュメンタリー番組に取って代わって放送している。
- 統一展望台 (통일전망대) (土曜7:20〜)

北朝鮮からの情報が放映される数少ない番組。2023年12月に放送終了。

### ドキュメンタリー
- 氷河(빙하, 2005)
- 野生の草原 セレンゲティー(야생의 초원 세렝게티, 2004)
- 蝶々(나비, 2005)

### バラエティ・音楽番組
- ノンストップ5(논스톱5)（平日18:50～） シチュエーション・コメディの第5シリーズ
- レインボーロマンス(레인보우 로망스)(平日18:50～)ノンストップ5に続くシチュエーション・コメディシリーズ。11月に放送終了。243回。
- 探せ！おいしいテレビ(찾아라 맛있는 TV)(土曜10:50～)
- ショー!K-POPの中心(쇼! 음악중심)(土曜13:10～13:50)
  - ミュージックキャンプが終了したため、急遽製作された番組。
- 幸せ株式会社(행복주식회사)(土曜17:10～)
- 土曜日(토요일)(土曜18:05～)
- ！(感嘆符, 느낌표) (土曜22:35～)
- 生放送 セクションTV芸能通信(생방송 섹션TV 연예통신) (金曜21:55~22:50) 韓国一の芸能情報番組。
- 生放送 情報トーク八方美人(생방송 정보토크 팔방미인) (平日9:45～)
- 神秘なテレビ・サプライズ(신비한TV서프라이즈(ミステリーTV サプライズ))(日曜日10:50～)
- 日曜日 日曜日の夜に(일요일 일요일밤에(일밤))(日曜18:00～)
- 水曜藝術舞臺(수요예술무대)(水曜深夜01:00～)
- MBC大学歌謡祭(대학가요제）
- MBC歌謡大祭典(MBC가요대제전)毎年12月31日放送)
- ギャグなの (月曜23:15～24:10)
- ユ・ジェソク　キム・ウォンヒの遊びに来て(유재석 김원희의 놀러와)　（金曜22:50～23:45）
- 無限挑戦(무한도전) (土曜18:10~19:50)
- 我が家の実話劇場・黄金漁場(우리동네 실화극장 황금어장) (水曜23:05～24:00)
- エネルギー  (木曜23:05～24:00)
- 頭脳発電所Q (土曜9:55～10:55)

### アニメ・映画・海外ドラマ
- マジンガーZ(韓国名:마징가Z, English:Mazinger Z)1975年に放送。当時日本文化の輸入は禁止されていたが、秘密裏にフィルムを輸入し、全92話の内前半26話が放送された。なお、前番組も日本の遊星少年パピイであった。
- 24 -TWENTY FOUR-(韓国名:외화시리즈24, English:24 (Television))シーズン2で終了。フジテレビとの放映権に問題が発生したため。
- スモルービルー(韓国名:스몰빌, English:Smallville (TV series))
- CSI:科学捜査班(韓国名:CSI과학수사대, English:CSI:Crime Scene Investigation)
- CSI:マイアミ(韓国名:CSI마이애미, English:CSI:Miami)
- MBC週末の名画(MBC주말의명화)(土曜24:00~)
- MBC金曜映画天国(MBC금요영화천국)(金曜24:40~)
- 少女チャングムの夢(韓国名:장금이의 꿈, ドラマ 宮廷女官チャングムの誓い(大長今)の 原作漫画)
- 話の旅行(韓国名:이야기 여행, マジック映像作品)
- キ・ファイターテラン(韓国名:기파이터 태랑, プロダクション・グリミ作品)
- 童話 読んであげるTV(韓国名:동화 읽어주는 TV)
- レカ三国志(韓国名:레카 삼국지)
- かわいいチョコミ(韓国名:귀여운 쪼꼬미)
- バイオコップ・ウィンゴ(韓国名:바이오캅 윙고, English:Bio Cop Wingo)
- 熱帯ペンギンペニング(韓国名:열대펭귄 페닝, English:Penning)
- シャドーファイター(韓国名:섀도우파이터, English:Shadow Fighter)
- トゥルトゥルトゥ ナロンイ(韓国名:뚜루뚜루뚜 나롱이(ナロンイ), English:Nalong, スタジオカーブ作品)
- 快傑ロンマン ナロンイ(韓国名:쾌걸롱맨 나롱이(ナロンイ), English:Nalong 2, スタジオカーブ作品)
- スチュワート・リトル(韓国名:스튜어트 리틀, English:Stuart Little)
- ちびっこ魔法使いレミ(おジャ魔女どれみ)(韓国名:꼬마마법사 레미, English:Magical Remi(Ojamajo DoReMi))
- ちびっこ魔法使いレミ♯(おジャ魔女どれみ♯)(韓国名:꼬마마법사 레미샵, English:Magical Remi Sharp(Ojamajo DoReMi Sharp))
- ちびっこ魔法使いレミ f(も〜っと! おジャ魔女どれみ)(韓国名:꼬마마법사 레미 포르테, English:Magical Remi Forte(Motto! Ojamajo DoReMi))
- アレックスの冒険(韓国名:알렉스의 모험, English:Alex Adventure)
- ボーガスはともだち(韓国名:보거스는 내친구, English:Mr. Bogus)
- 星の国 スーパーチュリ(韓国名:별나라 수퍼쭈리, English:Super Zuri)
- ぱにょぱにょデ・ジ・キャラット(韓国名:파뇨파뇨 디지캐럿, English:Digi Charat)
- 出動!ロボットV(韓国名:출동 로봇브이, English:Robot-V)
- 天才少年 ジミーニュートロン(韓国名:천재소년 지미뉴트론, English:Jimmy Neutron)
- スフィアーズ(韓国名:스피어즈, English:Spheres, スタジオカーブ作品)
- スパイダーマン(韓国名:스파이더맨, English:Spider-Man)
- ドラえもん（韓国名:도라에몽,English:Doraemon（2001～2003年途中で打ち切り）
- ペコラ（韓国名:페콜라））
- クロスファイト ビーダマン（韓国名:크로스 파이트 B-다만, English:B-Daman Cross Fire）
  - クロスファイト ビーダマンeS（韓国名:크로스 파이트 B-다만 eS, English:B-Daman Fire Blast）
- ビーストサーガ（韓国名:야수 사가, English:Beast Saga）
- トミカ絆合体 アースグランナー（韓国名:토미카 키즈나 복합 지구 그라너, English:Tomica Kizuna Combined Earth Granner）
- マジカパーティ（韓国名:매지카 파티, English:MAZiCA PARTY）
- キャップ革命 ボトルマンDX（韓国名：캡 레볼루션 보틀맨 DX,English:Cap Revolution Bottleman DX）
- プリパラ
- キラッとプリ☆チャン
- ワッチャプリマジ!

## ラジオでの局名告知
呼出符号（コールサイン）および呼出名称アナウンスのフォーマットは原則として、「FM***.*MHz.**MBC라디오입니다. HL**-SFM（FM***.*MHz、**MBCラジオです。HL**-SFM）」である。なお、AM停波前は「AM****KHz.FM***.*MHz.**MBC라디오입니다. HL**（AM****KHz、FM***.*MHz、**MBCラジオです。HL**）」または「AM****KHz.FM***.*MHz.**문화방송입니다. HL**（AM****KHz、FM***.*MHz、**文化放送です。HL**）」の様式がとられたこともあった。アナウンスは、原則として、ラジオの局名告知と同じアナウンサーが担当している。ソウルの場合、MBC所属のアナウンサー・？？の声で標準FM放送では「FM95.9MHz.MBC라디오입니다. HLKV-SFM（FM95.9MHz、MBCラジオです。HLKV-SFM）」、FM4Uでは、「FM91.9MHz.여러분의 문화방송입니다. HLKV-FM（FM91.9MHz、皆さんの文化放送です。HLKV-FM）」とアナウンスされる。

### ラジオ用ジングル
各局共通のMBCラジオでは、「M~BC MBC~」というジングルが流される。

## 時報

### ラジオ
MBC FM4Uのみ時報は毎正時送出される。時報音は全国共通の時報音「MBC~ FM4U~」が流される。

## 他地域の系列局
全て、MBC本社が51％以上の株式を保有。各局は元々、各地域初の民間AMラジオ局または民間テレビ局として開業したもので、MBCの番組をネットする関係を経て、言論統廃合によりMBC傘下になっている。
基本的に、広域市と道庁所在地、道内主要都市にあるが、忠清南道には1社もなく大田文化放送がカバーし、首都圏（仁川広域市と京畿道）はKBSと異なり完全に本社直轄である。また地上波DMBは道・広域市単位で共同運営・同一内容で放送している。近年は中小系列局の経営統合を進めている。
| 道・広域市     | 担当社       | 朝鮮語表記     | 本社所在地                                                          | DMB地域ブロック          |
| -------------- | ------------ | -------------- | ------------------------------------------------------------------- | ------------------------ |
| 江原特別自治道 | 春川文化放送 | 춘천문화방송   | 春川市                                                              | 江原ブロック             |
| 江原特別自治道 | 原州文化放送 | 원주문화방송   | 原州市                                                              | 江原ブロック             |
| 江原特別自治道 | MBC江原嶺東  | 엠비씨강원영동 | 本社：江陵市（旧江陵文化放送） 三陟放送局：三陟市（旧三陟文化放送） | 江原ブロック             |
| 大田広域市     | 大田文化放送 | 대전문화방송   | 大田広域市                                                          | 忠清・大田ブロック       |
| 世宗特別自治市 | 大田文化放送 | 대전문화방송   | 大田広域市                                                          | 忠清・大田ブロック       |
| 忠清南道       | 大田文化放送 | 대전문화방송   | 大田広域市                                                          | 忠清・大田ブロック       |
| 忠清北道       | MBC忠北      | 엠비씨충북     | 本社：清州市（旧清州文化放送） 地域本社：忠州市（旧忠州文化放送）   | 忠清・大田ブロック       |
| 全羅北道       | 全州文化放送 | 전주문화방송   | 全州市                                                              | 全羅・光州ブロック       |
| 光州広域市     | 光州文化放送 | 광주문화방송   | 光州広域市                                                          | 全羅・光州ブロック       |
| 全羅南道       | 木浦文化放送 | 목포문화방송   | 木浦市                                                              | 全羅・光州ブロック       |
| 全羅南道       | 麗水文化放送 | 여수문화방송   | 麗州市                                                              | 全羅・光州ブロック       |
| 大邱広域市     | 大邱文化放送 | 대구문화방송   | 大邱広域市                                                          | 慶北・大邱ブロック       |
| 慶尚北道       | 安東文化放送 | 안동문화방송   | 安東市                                                              | 慶北・大邱ブロック       |
| 慶尚北道       | 浦項文化放送 | 포항문화방송   | 浦項市                                                              | 慶北・大邱ブロック       |
| 蔚山広域市     | 蔚山文化放送 | 울산문화방송   | 蔚山広域市                                                          | 慶南・釜山・蔚山ブロック |
| 釜山広域市     | 釜山文化放送 | 부산문화방송   | 釜山広域市 MBCの源流                                                | 慶南・釜山・蔚山ブロック |
| 慶尚南道       | MBC慶南      | 엠비씨경남     | 本社：昌原市 地域本社：晋州市                                       | 慶南・釜山・蔚山ブロック |
| 済州特別自治道 | 済州文化放送 | 제주문화방송   | 済州市                                                              | 済州ブロック             |

・韓国国外
 (WSKC-CD) -ジョージア州アトランタ市

## 海外の提携局
- 日本 フジテレビジョン

## 不祥事

### オリンピック
- 2021年7月24日に放送した東京オリンピックの開会式において、MBCのアナウンサーが選手団入場行進を紹介する際にウクライナ（チェルノブイリ原子力発電所の写真を使用）、ハイチ（大統領が暗殺され政局は霧の中とコメント）、チャド、エルサルバドル、マーシャル諸島（一時アメリカの核実験場とのテロップ）など複数の国で不適切なテロップや写真で所属国を紹介した[9]ため、各国から批判が殺到した[10]。更に同年7月25日に放送したサッカーの中継でも、オウンゴールをしたルーマニアの選手を揶揄するテロップを出したり、柔道やマラソンなどでも失言が相次いだ[11][12]。
- 不祥事により、国内外から批判が高まったことを受けてMBCの朴晟濟社長が2021年7月26日に会見を開き、「世界の人たちの友情と連帯、和合というオリンピックの精神を毀損するような放送をしたことについて深く謝罪します」との謝罪コメントを出した[13][14]。さらに大会終了後の同年8月23日、MBCの報道本部長が責任を取って辞任した[15]。
- なお、MBCは過去に2008年の北京オリンピック開会式においても、東京オリンピックと同様に不適切な形で各国の選手団を紹介したことから海外メディアからも批判され、放送通信審議委員会からは「注意」の懲戒処分を受けていた。また視聴者からは「スポーツマンシップに反する。五輪の精神への配慮がない」、「外交上の礼儀を失している」と痛烈に批判されている[16]。

### 気象キャスターに対する嫌がらせ疑惑
2024年9月、MBCの番組に出演していた女性気象キャスターが死去した。この時点では死因などについて明らかにされていなかったが、2025年1月に遺族は死因が自死であったことを公表すると共に携帯電話の中から生前にMBCの職場において、複数の気象キャスターから嫌がらせの被害を受けていたと訴える遺書が発見され、MBCなどが批判を受ける事態になった。